# إبراهيما مباي
ابراهيما مباي (بالفرنسية: Ibrahima Mbaye)‏ (19 نوفمبر 1994 السنغال - ) هو لاعب كرة قدم سنغالي، يلعب كمدافع.

## وصلات خارجية
إبراهيما مباي على موقع الاتحاد الأوربي (الإنجليزية)
- إبراهيما مباي على موقع قاعدة بيانات كرة القدم.إي يو (الإنجليزية)
- إبراهيما مباي على موقع ناشيونال فوتبول تيمز (الإنجليزية)
- إبراهيما مباي على موقع Soccerway.com (الإنجليزية)
- إبراهيما مباي على موقع عالم كرة القدم.نت (الإنجليزية)
- إبراهيما مباي على موقع AS.com (الإسبانية)